# Xylosma pachyphyllum
Xylosma pachyphyllum, comummente conhecida como spiny logwood, é uma espécie de planta com flor da família do salgueiro, Salicaceae, e é endémica de Porto Rico. Ele pode ser encontrada em florestas na ilha, nas montanhas ocidentais, onde cresce em solos em serpentina. Ele está ameaçada devido à perda de habitat.